# Primitiv konst

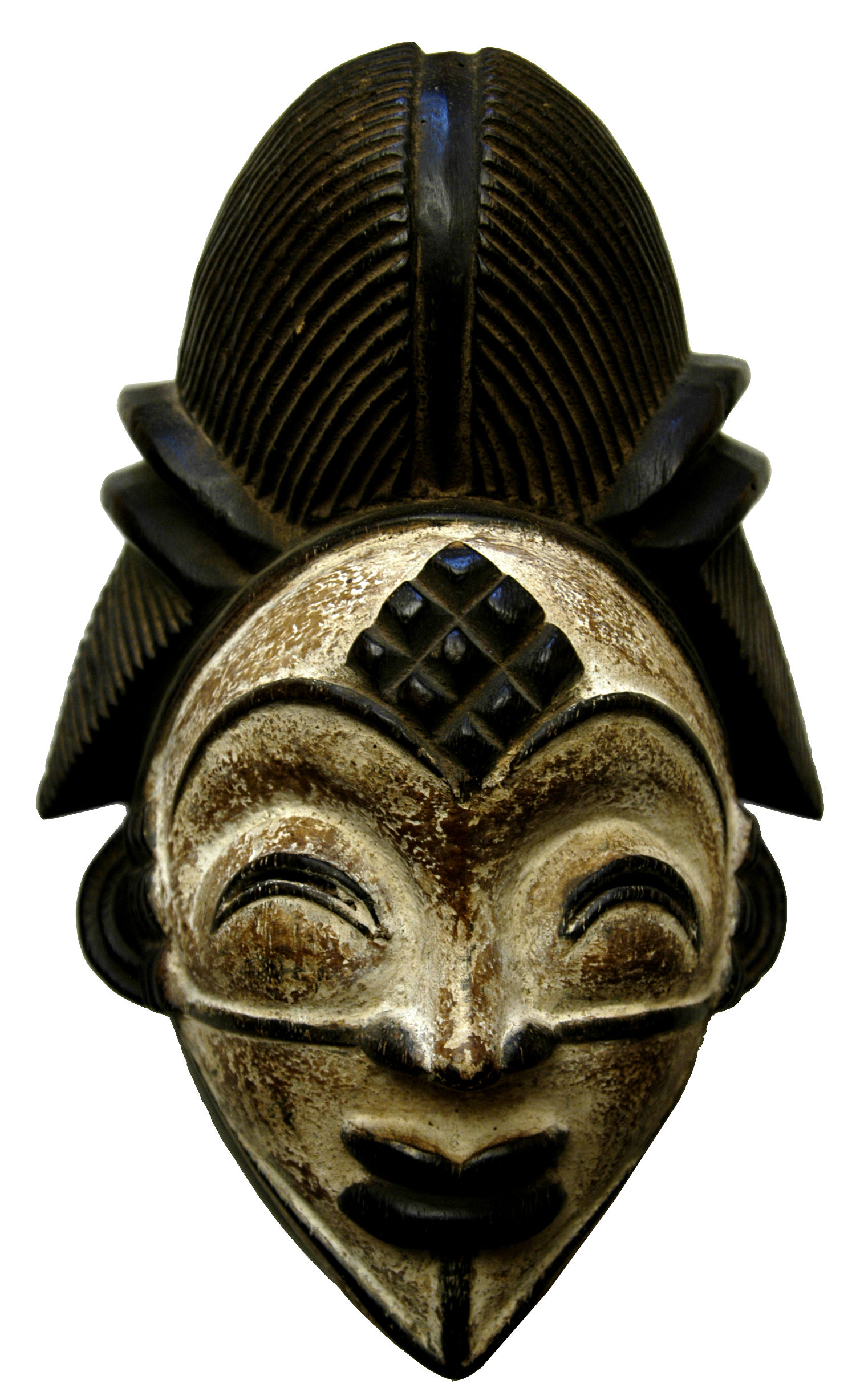
Punu stammask, Gabon, Västafrika.

Primitiv konst är en etnografisk term som refererar till konst och konsthantverk skapad av ursprungsbefolkning, ej påverkad av västerländsk konst. Denna gruppering har också kallats etnografisk konst och har historiskt samlats av västerländska antropologer, privatsamlare och museer, men sällan av konstmuseer. Begreppet primitiv konst är kontroversiell och anses idag ofta eurocentrisk och förminskande. Många modernistiska konstnärer, som Paul Gauguin och Picasso, lät sig inspireras av konstföremål från exempelvis Söderhavsområdet och delar av Afrika.

## Begreppet

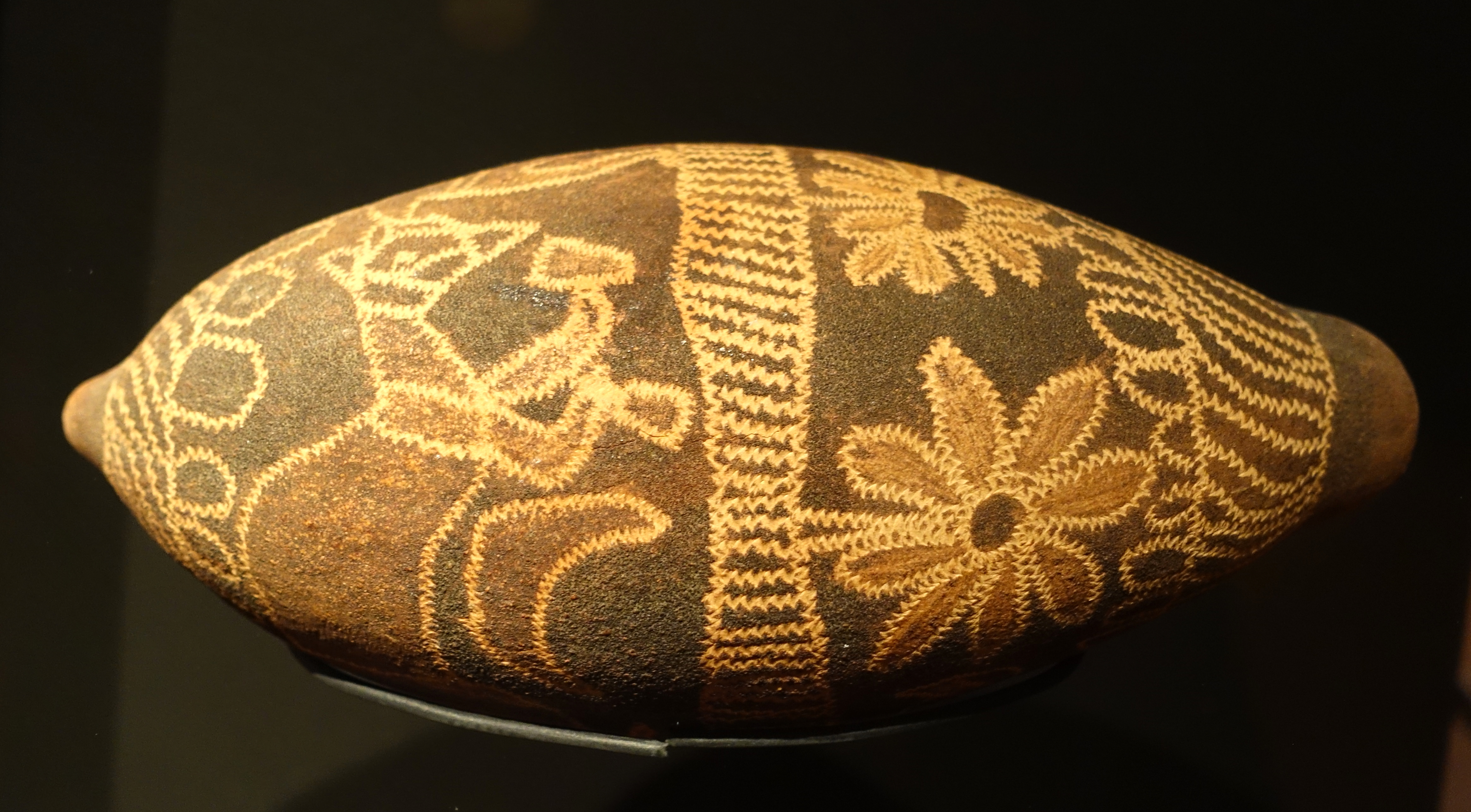
Baobabnöt med ornament från Kimberley, Australien, cirka 1912. ingår i Etnografiska museets samling i Stockholm.

Termen primitiv konst myntades i början av 1900-talet i ett etnografiskt försök att kategorisera föremål, vilka i Västerlandet tidigare över huvud taget inte hade betraktats som konstverk, nämligen konst skapad i Afrika (utom Egypten), i Söderhavsområdet, av indianer i Nord- och Sydamerika, av aboriginer, inuiter, samer och olika folkgrupper i norra Asien, det vill säga konstföremål skapade utanför Europas, Främre Orientens, Indiens, Kinas och Japans kulturella inflytande.
Edward Taylor, den förste professorn i antropologi vid Oxfords universitet skrev 1871 avhandlingen Primitive Culture där han försökte "fastställa infödingars mentala tillstånd i förhållande till den civiliserade människans". De etnografiska museer som grundades under 1800-talet - i Köpenhamn 1841, Berlin 1856, Leiden 1864, Cambridge i Massachusetts 1866, Dresden 1875, Paris 1878 med flera - intog alla samma ståndpunkt. Deras mål var att belysa den grundval från vilken den västerländska civilisationen förmodades ha höjt sig.
Uppfattningen har varit att primitiv konst till skillnad från västerländsk konst nästan aldrig skulle ha skapats för ”konstens egen skull” utan istället tillkommit för att tjäna syften inom det sociala liver och ge symbolisk gestalt åt religiösa riter, krig, hushållningsarbete med mera.
Skulptur och ornamentik dominerar. Måleri förekommer mest som dekor av skulptur, keramik och byggnader. Ett tydligt undantag är klippmålningar i bland annat Nordafrika, Sydeuropa och Australien. Typiska material är trä, lera och sten, men även snäckor, ben, växtdelar, tänder, fjädrar och olika typer av textil förekommer. I dessa material framställs bland annat fetischer som ska ge ägaren övernaturliga krafter och skydd vid fara, eller anbilder, i vilka förfädernas andar tros bo, samt masker som bärs under riter och anses leda till identifiering med andarna.
Primitiv konst har ofta beskrivits som konservativ och ett uttryck som bevarar urgamla former. Denna uppfattning har senare kritiserats. Vissa formprinciper kan återfinnas i flera olika kulturområden, som symmetri, monumentalitet och frontalitet, medan exempelvis skildringar av rörelse är mer sällsynta. Att framhäva det typiska är viktigare än naturtrogenhet, och detta leder ibland till drastisk disproportionalitet.
I insamlandet och bevarandet av denna typ av föremål så har ofta skaparen, konstnären eller konsthantverkaren inte registrerats, utan istället har objekten kategoriserats efter geografi och etnicitet.

## Influenser på modernismen

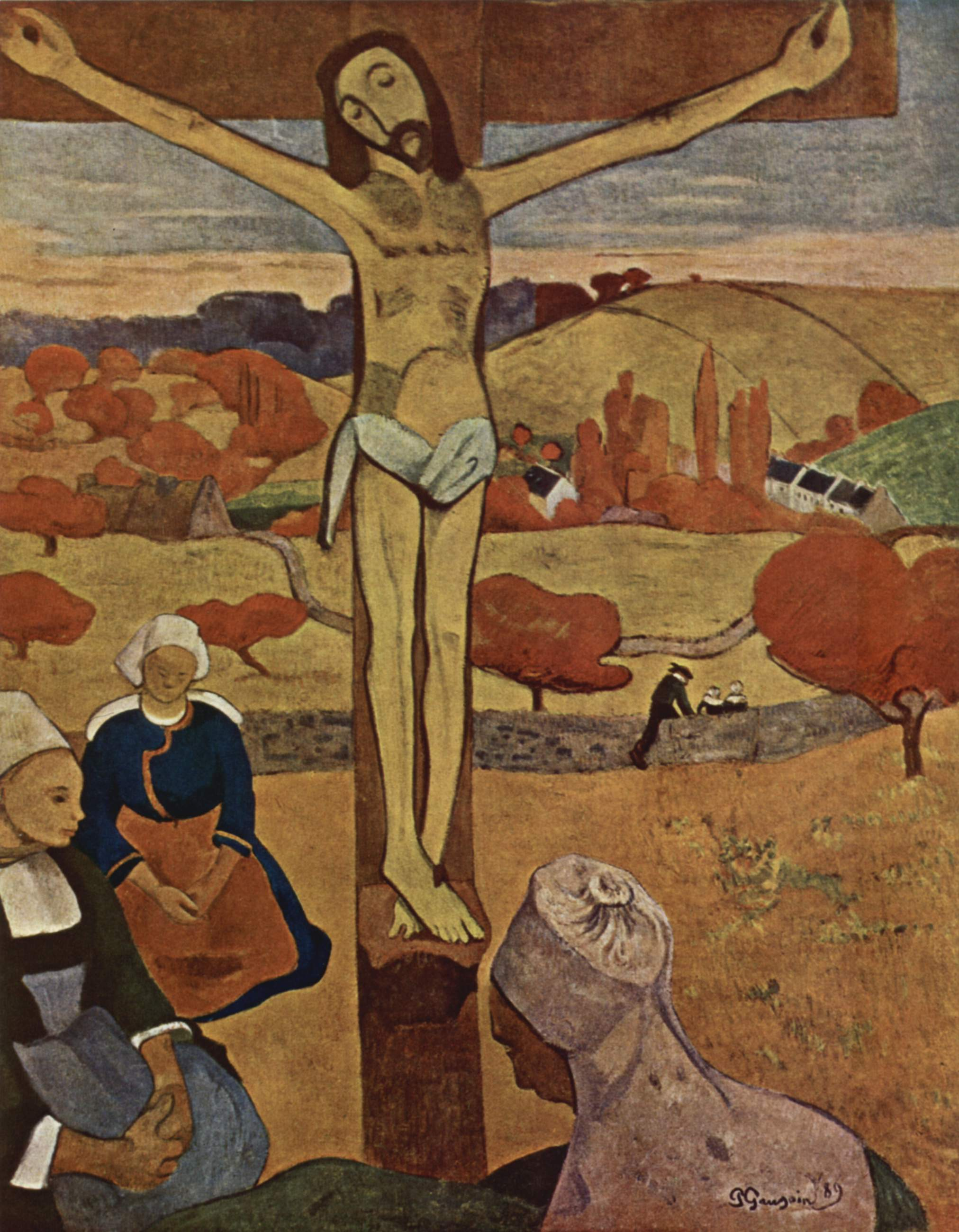
"Den gule Kristus" av Paul Gauguin från 1889. Gauguin är en av alla modernistiska konstnärer som lät sig inspireras av den så kallade primitiva konsten.

Flera stora utställningar med icke västerländsk konst från sena 1800-talet och framåt, som MoMAs Africa Negro Art 1935 och Indian Art of the United States 1941 påverkade många modernistiska konstnärer som expressionisterna, kubiserna och surrealisterna, exempelvis Max Ernst, Pablo Picasso och Paul Gauguin. Denna strävan att efterlikna konst skapad av ursprungsbefolkningar kallas ibland för primitivism.